# Scillé
Scillé és un municipi francès situat al departament de Deux-Sèvres i a la regió de la Nova Aquitània. L'any 2007 tenia 383 habitants.

## Demografia

### Població
El 2007 la població de fet de Scillé era de 383 persones. Hi havia 160 famílies de les quals 36 eren unipersonals (20 homes vivint sols i 16 dones vivint soles), 72 parelles sense fills, 48 parelles amb fills i 4 famílies monoparentals amb fills.
La població ha evolucionat segons el següent gràfic:
Habitants censats

### Habitatges
El 2007 hi havia 201 habitatges, 162 eren l'habitatge principal de la família, 29 eren segones residències i 10 estaven desocupats. 199 eren cases i 2 eren apartaments. Dels 162 habitatges principals, 134 estaven ocupats pels seus propietaris, 27 estaven llogats i ocupats pels llogaters i 1 estava cedit a títol gratuït; 1 tenia dues cambres, 17 en tenien tres, 53 en tenien quatre i 91 en tenien cinc o més. 146 habitatges disposaven pel capbaix d'una plaça de pàrquing. A 79 habitatges hi havia un automòbil i a 73 n'hi havia dos o més.

### Piràmide de població
La piràmide de població per edats i sexe el 2009 era:
| Homes | Edats   | Dones |
| ----- | ------- | ----- |
| 0     | 95 o +  | 0     |
| 0     | 90 a 94 | 0     |
| 4     | 85 a 89 | 4     |
| 0     | 80 a 84 | 8     |
| 8     | 75 a 79 | 16    |
| 16    | 70 a 74 | 12    |
| 12    | 65 a 69 | 16    |
| 12    | 60 a 64 | 20    |
| 16    | 55 a 59 | 8     |
| 12    | 50 a 54 | 20    |
| 20    | 45 a 49 | 12    |
| 12    | 40 a 44 | 16    |
| 12    | 35 a 39 | 8     |
| 12    | 30 a 34 | 12    |
| 4     | 25 a 29 | 4     |
| 12    | 20 a 24 | 12    |
| 20    | 15 a 19 | 20    |
| 12    | 10 a 14 | 4     |
| 4     | 5 a 9   | 8     |
| 12    | 0 a 4   | 8     |

## Economia
El 2007 la població en edat de treballar era de 242 persones, 167 eren actives i 75 eren inactives. De les 167 persones actives 158 estaven ocupades (90 homes i 68 dones) i 9 estaven aturades (3 homes i 6 dones). De les 75 persones inactives 37 estaven jubilades, 17 estaven estudiant i 21 estaven classificades com a «altres inactius».

### Ingressos
El 2009 a Scillé hi havia 163 unitats fiscals que integraven 385 persones, la mediana anual d'ingressos fiscals per persona era de 15.382 €.

### Activitats econòmiques
Dels 7 establiments que hi havia el 2007, 1 era d'una empresa de fabricació de material elèctric, 1 d'una empresa de construcció, 1 d'una empresa de comerç i reparació d'automòbils, 2 d'empreses immobiliàries, 1 d'una entitat de l'administració pública i 1 d'una empresa classificada com a «altres activitats de serveis».
L'únic servei als particulars que hi havia el 2009 era una autoescola.
L'any 2000 a Scillé hi havia 21 explotacions agrícoles que ocupaven un total de 792 hectàrees.

## Poblacions més properes
El següent diagrama mostra les poblacions més properes.